# Останнє сонце
«Останнє сонце» — кінофільм режисера Волтера Саллеса, який вийшов на екрани в 2003 році.

## Зміст
Важко доводиться, коли твоя родина втягнута в давню криваву ворожнечу. Твої родичі гинуть, а ти повинен планувати удар у відповідь. І це ніколи не кінчається - ненависть підживлює низку смертей. Але навіть якщо попереду тільки смерть - потрібно з честю слідувати своїм шляхом.

## Ролі
| Актор                   | Роль |
| ----------------------- | ---- |
| Хосе Дюмон              | -    |
| Родріго Санторо         | -    |
| Рита Ассемані           | -    |
| Рави Рамос Ласерда      | -    |
| Луїс Карлос Васконцелос | -    |
| Флавія Марко Антоніо    | -    |
| Еверальду Понтес        | -    |
| Кайо Жункейра           | -    |
| Маріана Лоурейро        | -    |
| Сервільо ді Оланда      | -    |

## Знімальна група
- Режисер — Волтер Саллес
- Сценарист — Ребекка Томас
- Продюсер — Артур Кон, Симон Арналь, Каролін Беньо
- Композитор — Ед Кортес, Антоніо Пінто, Бету Вілларес